# Форт-Бідвелл (Каліфорнія)
Форт-Бідвелл (англ. Fort Bidwell) — переписна місцевість (CDP) в США, в окрузі Модок штату Каліфорнія. Населення — 180 осіб (2020).

## Географія
Форт-Бідвелл розташований за координатами 41°51′48″ пн. ш. 120°9′34″ зх. д. / 41.86333° пн. ш. 120.15944° зх. д. (41.863301, -120.159395).  За даними Бюро перепису населення США в 2010 році переписна місцевість мала площу 8,33 км², з яких 8,29 км² — суходіл та 0,04 км² — водойми.

### Клімат
| Клімат : Форт-Бідвелл   | Клімат : Форт-Бідвелл | Клімат : Форт-Бідвелл | Клімат : Форт-Бідвелл | Клімат : Форт-Бідвелл | Клімат : Форт-Бідвелл | Клімат : Форт-Бідвелл | Клімат : Форт-Бідвелл | Клімат : Форт-Бідвелл | Клімат : Форт-Бідвелл | Клімат : Форт-Бідвелл | Клімат : Форт-Бідвелл | Клімат : Форт-Бідвелл | Клімат : Форт-Бідвелл |
| Показник                | Січ.                  | Лют.                  | Бер.                  | Квіт.                 | Трав.                 | Черв.                 | Лип.                  | Серп.                 | Вер.                  | Жовт.                 | Лист.                 | Груд.                 | Рік                   |
| Абсолютний максимум, °C | 23,9                  | 29,4                  | 30,6                  | 29,4                  | 36,1                  | 40,6                  | 41,1                  | 40,6                  | 38,9                  | 32,2                  | 25,6                  | 18,9                  | 41,1                  |
| Середній максимум, °C   | 3,9                   | 6,7                   | 11,0                  | 15,3                  | 20,3                  | 24,8                  | 30,4                  | 29,9                  | 25,3                  | 18,4                  | 9,7                   | 4,7                   | 16,7                  |
| Середній мінімум, °C    | −6,7                  | −4,6                  | −2,2                  | 0,2                   | 3,6                   | 6,8                   | 9,9                   | 9,1                   | 5,3                   | 1,1                   | −2,8                  | −5,9                  | 1,2                   |
| Абсолютний мінімум, °C  | −32,2                 | −30                   | −21,1                 | −12,2                 | −7,2                  | −3,9                  | −2,8                  | −2,8                  | −8,3                  | −15                   | −20                   | −32,2                 | −32,2                 |
| Норма опадів, мм        | 59                    | 49                    | 44                    | 34                    | 30                    | 22                    | 8                     | 8                     | 13                    | 27                    | 50                    | 60                    | 404                   |
| Днів з опадами          | 11                    | 10                    | 10                    | 8                     | 7                     | 5                     | 2                     | 2                     | 3                     | 5                     | 9                     | 11                    | 83,0                  |
| ----------------------- | --------------------- | --------------------- | --------------------- | --------------------- | --------------------- | --------------------- | --------------------- | --------------------- | --------------------- | --------------------- | --------------------- | --------------------- | --------------------- |
| Джерело: WRCC           |                       |                       |                       |                       |                       |                       |                       |                       |                       |                       |                       |                       |                       |

## Демографія
Згідно з переписом 2010 року, у переписній місцевості мешкали 173 особи в 79 домогосподарствах у складі 43 родин. Густота населення становила 21 особа/км².  Було 126 помешкань (15/км²).
Расовий склад населення:
| - 43,9 % — корінних американців - 43,4 % — білих - 1,2 % — чорних або афроамериканців - 5,8 % — осіб інших рас |

До двох чи більше рас належало 5,8 %. Частка іспаномовних становила 13,3 % від усіх жителів.
За віковим діапазоном населення розподілялося таким чином: 20,2 % — особи молодші 18 років, 61,3 % — особи у віці 18—64 років, 18,5 % — особи у віці 65 років та старші. Медіана віку мешканця становила 41,5 року. На 100 осіб жіночої статі у переписній місцевості припадало 80,2 чоловіків;  на 100 жінок у віці від 18 років та старших — 86,5 чоловіків також старших 18 років.
Середній дохід на одне домашнє господарство  становив 38 299 доларів США (медіана — 25 500), а середній дохід на одну сім'ю — 47 663 долари (медіана — 29 375). За межею бідності перебувало 37,1 % осіб, у тому числі 47,2 % дітей у віці до 18 років та 13,2 % осіб у віці 65 років та старших.
Цивільне працевлаштоване населення становило 48 осіб. Основні галузі зайнятості: публічна адміністрація — 33,3 %, освіта, охорона здоров'я та соціальна допомога — 25,0 %, виробництво — 16,7 %.